# Ratu Inosi Vatucicila
Ratu Inosi Vatucicila (25 juni 1978) is een voormalige Fijisch voetballer die bij voorkeur als verdediger speelt.   
Op 26 augustus 2007 in de thuiswedstrijd tegen Tuvalu maakte Tuba zijn debuut voor Fiji voetbalelftal. Hij kwam in 52e minuut als invaller voor Malakai Tiwa, de wedstrijd ging gewonnen met 16-0.. Hij heeft 3 wedstrijden gespeeld voor zijn nationale ploeg.
Ratu Inosi Vatucicila beëindigde zijn voetbalcarrière in 2014.